# فهرست شعارهای ایالت‌های آمریکا
همهٔ ۵۰ ایالت آمریکا به همراه چند منطقهٔ تحت حاکمیت آمریکا دارای شعاری مخصوص به خود هستند. شعار در واقع عبارتی است که معمولاً خواسته‌ها یا عقایدی را بیان می‌کند. گاهی این شعارها در پرچم مربوط به هر ایالت یا مهر مخصوص آن ایالت نیز درج می‌شود. بعضی از ایالت‌ها شعار خود را بر طبق قوانین ایالتی تعیین کرده‌اند و تعدادی دیگر نیز بر اساس این که در مهرشان درج شود.
بعضی از ایالت‌ها دو شعار دارند (که در این جا یه یک مورد آن‌ها اشاره شد). ممکن است یکی از شعارها به انگلیسی و دیگری به لاتین یا برعکس یا این که هر دو از یک زبان باشند. همچنین در نگارش تاریخ هر شعار سعی شده که بر اساس قدیمی‌ترین سند رسمی که به شعار اشاره داشته، دقت شود. بر این اساس، پورتوریکو با داشتن شعاری که قدمت آن به تاریخ ۱۵۱۱ برمی‌گردد، قدیمی‌ترین شعار را در بین نواحی تحت حاکمیت و ایالت‌های آمریکا دارد.
شعار رسمی کشور آمریکا، توکل ما به خداست (In God We Trust) است که با امضای دوایت آیزنهاور، رئیس‌جمهور وقت آمریکا تایید و قانونی شد. ایالت فلوریدا نیز از همین شعار استفاده می‌کند.

## لیست ایالت‌ها و شعارها
| ایالت           | شعار اصلی                                               | ترجمه فارسی                                         | زبان شعار  | تاریخ |
| --------------- | ------------------------------------------------------- | --------------------------------------------------- | ---------- | ----- |
| آلاباما         | Audemus jura nostra defendere                           | جرئت می‌کنیم که از حقوق خود دفاع کنیم                | لاتین      | ۱۹۲۳  |
| آلاسکا          | North to the future                                     | شمال به سمت آینده                                   | انگلیسی    | ۱۹۶۷  |
| ساموآ           | Samoa, Muamua Le Atua                                   | ساموآ، خداوند اول است                               | ساموآیی    | ۱۹۷۳  |
| اریزونا         | Ditat Deus                                              | خداوند بی‌نیاز می‌کند                                 | لاتین      | ۱۸۶۳  |
| آرکانزاس        | Regnat populus                                          | قدرت از آن مردم                                     | لاتین      | ۱۹۰۷  |
| کالیفرنیا       | Eureka                                                  | یافتمش                                              | یونانی     | ۱۸۴۹  |
| کلورادو         | Nil sine numine                                         | هیچ‌چیز بدون اراده خداوند ممکن نیست                  | لاتین      | ۱۸۶۱  |
| کنکتیکت         | Qui transtulit sustinet                                 | آن که [ما را] به اینجا کشانده، [ما را] نگه‌ می‌دارد   | لاتین      | ۱۶۶۲  |
| دلاور           | Liberty and Independence                                | آزادی و استقلال                                     | انگلیسی    | ۱۸۴۷  |
| منطقه کلمبیا    | Justitia Omnibus                                        | عدالت برای همه                                      | لاتین      | ۱۸۷۱  |
| فلوریدا         | In God We Trust                                         | توکل ما به خداست                                    | انگلیسی    | ۱۸۶۸  |
| جورجیا          | Wisdom, justice, and moderation                         | خرد، عدالت و اعتدال                                 | انگلیسی    | ۱۷۹۸  |
| هاوایی          | Ua mau ke ea o ka ʻāina i ka pono                       | زندگی در سرزمین با عدالت در جریان است               | هاوایی     | ۱۸۴۳  |
| ایداهو          | Esto perpetua                                           | تا ابد پاینده باد                                   | لاتین      | ۱۸۹۰  |
| ایلینوی         | State sovereignty, national union                       | حاکمیت ایالتی، اتحاد ملی                            | انگلیسی    | ۱۸۱۹  |
| ایندیانا        | The Crossroads of America                               | چهاراه آمریکا                                       | انگلیسی    | ۱۹۳۷  |
| لوا             | Our liberties we prize and our rights we will maintain  | آزادی ما و حقوقی که حافظش هستیم                     | انگلیسی    | ۱۸۴۷  |
| کانزاس          | Ad astra per aspera                                     | به سمت ستارگان، با هر سختی‌ای                        | لاتین      | ۱۸۶۱  |
| کنتاکی          | Deo gratiam habeamus                                    | شکرگزار خداوند باشیم                                | لاتین      | ۲۰۰۲  |
| لوییزیانا       | Union, justice, confidence                              | اتحاد، عدالت و اعتماد                               | انگلیسی    | ۱۹۰۲  |
| مین             | Dirigo                                                  | من رهبری می‌کنم                                      | لاتین      | ۱۸۲۰  |
| مریلند          | Fatti maschii, parole femine                            | مردانگی به عمل، زنانگی به حرف                       | ایتالیایی  | ۱۸۷۴  |
| ماساچوست        | Ense petit placidam sub libertate quietem               | با شمشیر در جستجوی صلح است، اما صلحِ تحت لوای آزادی  | لاتین      | ۱۷۷۵  |
| میشیگان         | Si quaeris peninsulam amoenam circumspice               | اگر شبه‌جزیرهٔ باصفایی را می‌جوئی، نظری به حوالی بیفکن | لاتین      | ۱۸۳۵  |
| مینه‌سوتا        | Virtute et armis                                        | با شجاعت و سلاح                                     | لاتین      | ۱۸۹۴  |
| میسوری          | Salus populi suprema lex esto                           | باشد که رفاه مردم بالاترین قانون باشد               | لاتین      | ۱۸۲۲  |
| مونتانا         | Oro y plata                                             | طلا و نقره                                          | اسپانیایی  | ۱۸۶۵  |
| نبراسکا         | Equality before the law                                 | مساوات در برابر قانون                               | انگلیسی    | ۱۸۶۷  |
| نوادا           | All For Our Country                                     | همه برای کشورمان                                    | انگلیسی    | ۱۸۶۶  |
| نیوهمپشایر      | Live Free or Die                                        | آزاد زی یا بمیر                                     | انگلیسی    | ۱۹۴۵  |
| نیوجرزی         | Liberty and prosperity                                  | آزادی و موفقیت                                      | انگلیسی    | ۱۹۲۸  |
| نیومکزیکو       | Crescit eundo                                           | رشد می‌کند همچنان که ادامه دارد                      | لاتین      | ۱۸۸۷  |
| نیویورک         | Excelsior                                               | همچنان رو به بالا                                   | لاتین      | ۱۷۷۸  |
| کارولینای شمالی | Esse quam videri                                        | بودن بهتر از به نظر رسیدن                           | لاتین      | ۱۸۹۳  |
| داکوتای شمالی   | Liberty and union, now and forever, one and inseparable | آزادی و اتحاد، الان و برای همیشه، یکی و جدانشدنی    | انگلیسی    | ۱۸۸۹  |
| اوهایو          | With God, all things are possible                       | با خداوند همه چیز امکان‌پذیر است                     | انگلیسی    | ۱۹۵۹  |
| اوکلاهوما       | Labor omnia vincit                                      | کار و زحمت بر هرچیزی فائق می‌آید                     | لاتین      | ۱۸۹۳  |
| اورگون          | Alis volat propriis                                     | او با بال‌هایش پرواز می‌کند                           | لاتین      | ۱۸۵۴  |
| پنسیلوانیا      | Virtue, Liberty, and Independence                       | تقوا، آزادی و استقلال                               | انگلیسی    | ۱۸۷۵  |
| پرتوریکو        | Joannes Est Nomen Eius                                  | نامش یحیی است                                       | لاتین      | ۱۵۱۱  |
| رود آیلند       | Hope                                                    | امید                                                | انگلیسی    | ۱۶۴۴  |
| کارولینای جنوبی | Dum spiro spero                                         | همچنان که نفس می‌کشم، امیدوارم                       | لاتین      | ۱۷۷۷  |
| داکوتای جنوبی   | Under God the people rule                               | با فرمان خداوند، مردم حکومت می‌کنند                  | انگلیسی    | ۱۸۸۵  |
| تنسی            | Agriculture and Commerce                                | کشاورزی و تجارت                                     | انگلیسی    | ۱۸۰۲  |
| تگزاس           | Friendship                                              | رفاقت                                               | انگلیسی    | ۱۹۳۰  |
| اوتاه           | Industry                                                | صنعت                                                | انگلیسی    | ۱۸۹۶  |
| ورمونت          | Freedom and Unity                                       | آزادی و وحدت                                        | انگلیسی    | ۱۷۷۹  |
| ویرجینیا        | Sic semper tyrannis                                     | این است فرجام ستمکار                                | لاتین      | ۱۷۷۶  |
| واشینگتن        | Al-ki                                                   | توسط و بخاطر                                        | چینوک واوا | -     |
| ویرجینای غربی   | Montani semper liberi                                   | کوه‌نشینان همیشه آزادند                              | لاتین      | ۱۸۶۳  |
| ویسکانسین       | Forward                                                 | رو به جلو                                           | انگلیسی    | ۱۸۵۱  |
| ویومینگ         | Equal Rights                                            | حقوق برابر                                          | انگلیسی    | ۱۸۹۳  |

## پرچم به همراه شعار

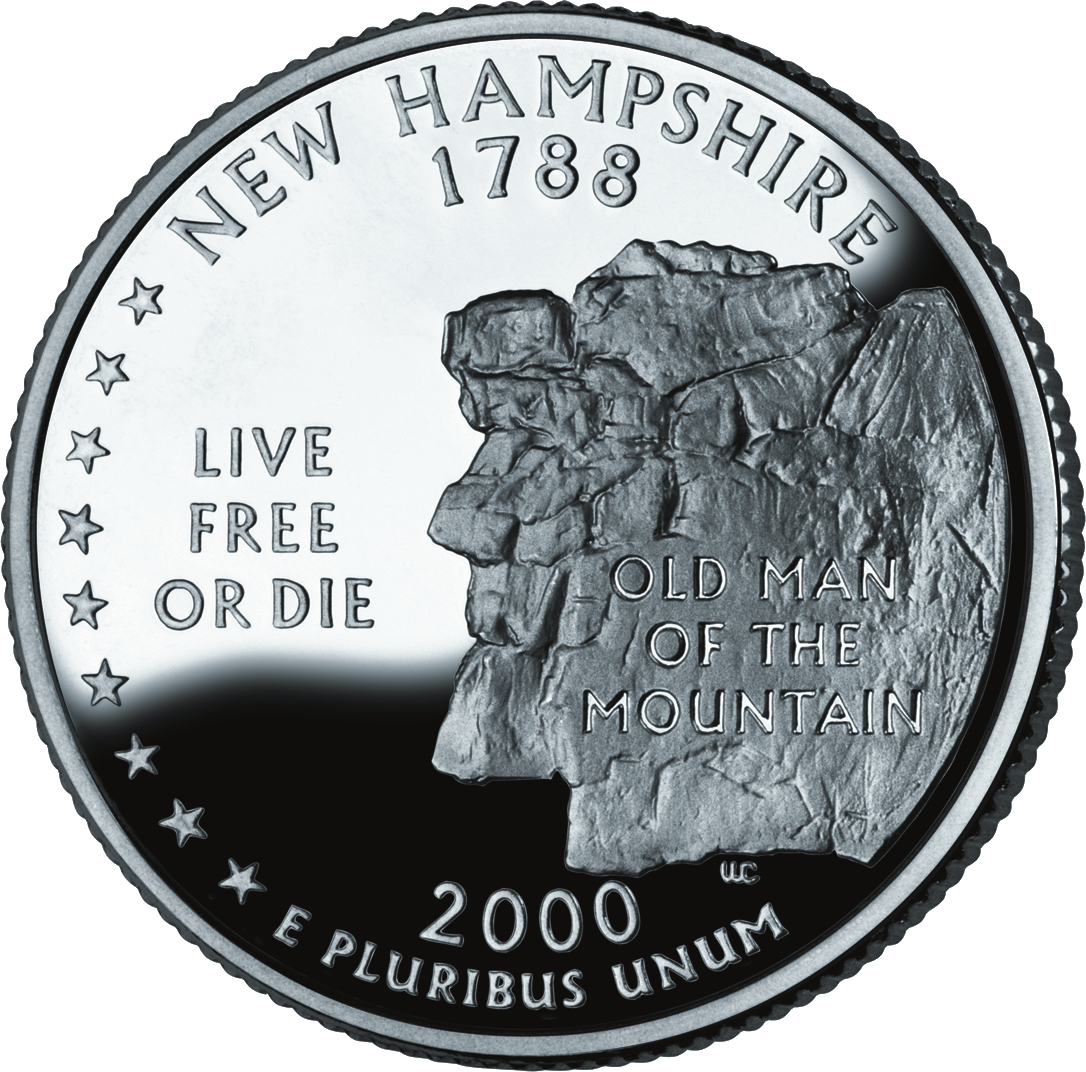
نیوهمپشایر به همراه شعارش.
مهر رسمی ایالت کالیفرنیا. شعار در داخلش درج شده است.
مهر فلوریدا با شعار ما به خداوند اعتقاد داریم.
کارولینای جنوبی دو شعار دارد.